# Église de l'Immaculée-Conception de Boulogne-Billancourt
L'église de l'Immaculée-Conception est une église paroissiale catholique située à Boulogne-Billancourt dans les Hauts-de-Seine et dépendant du diocèse de Nanterre, aux portes de Paris. Outre l'église, la paroisse administre également la chapelle Saint-Pierre.
La paroisse de l'Immaculée-Conception est l'une des quatre paroisses catholiques de Boulogne-Billancourt, avec la paroisse Notre-Dame, la paroisse Sainte-Cécile de Boulogne-Billancourt et la paroisse Sainte-Thérèse-de-l'Enfant-Jésus.

## Histoire

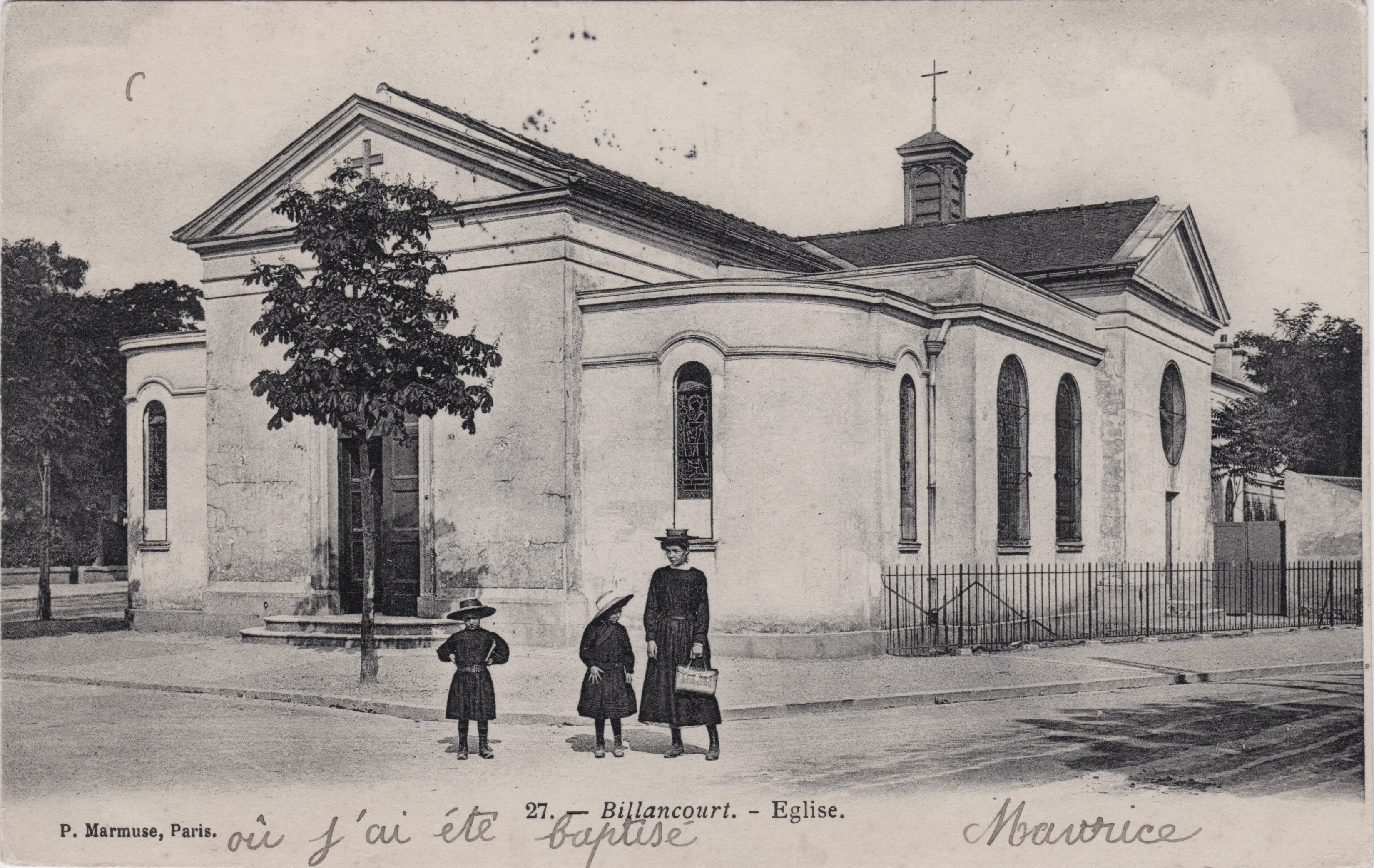
Ancienne église, place Bir-Hakeim.

En 1834 est construite une chapelle qui porte le nom de l’Immaculée-Conception, à 800 mètres de l’église actuelle et située au coin de la rue Nationale et de la rue Emile Pouget, actuellement place Bir-Hakeim.
Le nom de la chapelle est significatif de la dévotion qui se développe alors à Marie conçue sans péché, et cela alors même que le dogme de l’Immaculée Conception ne sera défini par le Pape Pie IX qu’en 1854.

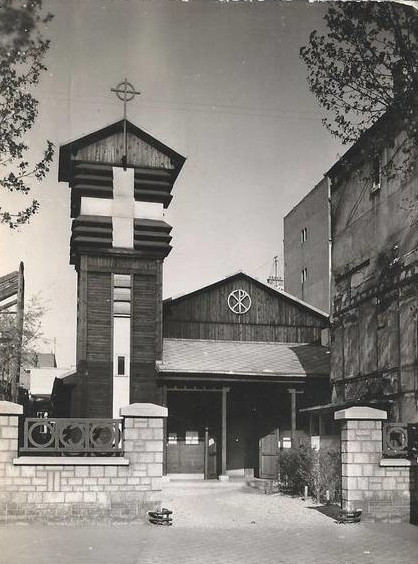
Chapelle provisoire en bois

Le terrain appartient à Auguste de Gourcuff, promoteur qui s’était engagé à construire ce lieu de culte dans le nouveau quartier qu’il édifiait et qui dépendait alors de la commune d’Auteuil. Celle-ci acquiert le terrain en 1836. La chapelle est agrandie entre 1860 et 1862 en une véritable église, des annexes seront construites entre 1874 et 1878, tandis que des restaurations auront lieu entre 1884 et 1901
Les bombardements qui visaient les usines Renault les 3 mars 1942, 14 avril 1943 et 15 septembre 1943 détruisent l’église.
En 1946, une chapelle en bois provisoire est construite dans le cadre de la reconstruction. Elle était située au no 223 boulevard Jean-Jaurès. Cette église sera totalement détruite, le 13 juillet 1966, par un incendie dont on ne sait s’il était d’origine accidentelle ou criminelle.
Dès octobre 1948, donc bien avant l’incendie et indépendamment de lui, il avait été décidé de construire une église définitive, dont les dimensions correspondraient à l’importance de la paroisse de l’Immaculée-Conception (50 000 paroissiens). Il fallut cependant attendre 1956 pour que l’emplacement de cette nouvelle église soit fixé au 63 rue du Dôme.
Dès janvier 1965, des offices religieux sont célébrés dans la crypte, mais c’est le 18 mai 1968 qu’aura lieu l’inauguration solennelle de l’église haute et de l’ensemble paroissial, par Monseigneur Jacques Delarue, évêque de Nanterre.

## Architecture
Son architecte est Maurice Grandjean, né en 1909, à qui on doit également, entre autres constructions, les églises de Tournan-en-Brie (Seine et Marne), d’Oresmeaux (Somme), ainsi que l’aménagement de la chapelle du Perpétuel-Secours (Paris 11e). Tenant compte de la hauteur des immeubles voisins, il a recherché un contraste par une composition large et relativement basse.
À l’image des églises conçues à la suite de la Réforme au XVIe siècle, l’église de l’Immaculée-Conception est un espace unique et conçu pour écouter le prêtre. Une forme trapézoïdale est choisie pour une meilleure propagation des sons selon le principe adopté pour les salles de conférences, comme les sièges de l’ONU à New-York (1952) ou celui de l’Unesco à Paris (1958). Afin de compléter cette disposition, une tribune-balcon pouvant accueillir les fidèles est aménagée en fond de salle au-dessus de l'entrée.  De la même façon, la structure est conçue pour n’avoir aucun élément porteur dans le champ visuel des fidèles vers l’autel.
L’église de l’Immaculée-Conception s’inscrit dans un renouveau à la fois architectural et artistique, mais aussi liturgique, des Trente Glorieuses. Elle doit ainsi probablement en partie sa forme à la chapelle Notre-Dame-du-Haut à Ronchamp près des Vosges, construite par Le Corbusier, et qui fut un choc artistique pour ses contemporains.
La grande toiture en voûte inversée repose sur quelques piliers, ce qui permet de libérer complètement les façades de leur rôle porteur et d’avoir un bandeau vitré entre les murs et la toiture. Le dessous de la toiture sert de surface éclairante. Ce même dispositif est utilisé pour l’abside, éclairée par un lanterneau supérieur.
L’originalité de l’édifice, entre autres, c’est la structure métallique en forme d’œil de poisson ou d’aile d’avion. La source inspiratrice n’est pas connue, mais il est certain que la charpente métallique a été rendue obligatoire par les mauvaises capacités porteuses du sol (ancienne carrière de sable).
L’entrée s’effectue par la façade nord qui comporte un avant-corps horizontal en toit terrasse. Il présente un portail à quatre portes en bois, de forme rectangulaires, et est flanqué par un édicule ouvert supportant trois cloches. L’ensemble de l’édifice est couvert d’un toit en pente. La hauteur sous plafond est de 7,5 à 12 m, la portée de près de 20 m.
L’église comporte encore quelques sous-espaces qui peuvent être vus comme des réminiscences des chapelles auxiliaires dans les églises traditionnelles :
- sur la droite, l’orgue et les deux anciens confessionnaux sont des volumes saillants dans le mur, et permettant l’éclairage de l’orgue par une fenêtre dérobée à la vue ;
- la chapelle de la Vierge, qui constitue un cylindre convexe sur la façade principale et qui sert de lieu de prière intime ;
- la chapelle Saint Charles de Foucauld, à gauche, avec son autel, caractérisée par les vitraux dans les tons rouges et une hauteur de plafond nettement rabaissée, montrant ainsi la hiérarchie des espaces. Elle a été entièrement réaménagée par la sculptrice Fleur Nabert en 2016 dans les couleurs du désert dans lequel le saint a vécu.

On assiste à un grand renouveau de l’art sacré dès les années 1920 (église Notre-Dame du Raincy parfois surnommée « Notre Dame du béton », Auguste Perret architecte) et surtout dans les années 1950 sous l’impulsion du père Couturier, dominicain, qui fut à l’origine notamment du couvent Sainte-Marie de La Tourette, près de Lyon (Le Corbusier).
Vatican II renouvelle complètement la liturgie, ce qui, du point de vue architectural, se traduit par un autel principal au centre, le prêtre étant tourné vers l’assemblée. Quant à l’art sacré en général, le Concile officialise l’évolution déjà en cours : il s’agit d’admettre les changements introduits par les progrès de la technique (On ne construit plus de la même façon ni avec les mêmes matériaux), mais aussi d’accueillir les différents arts selon les peuples et les époques. Le Concile s’achève en 1965 alors que les plans de l’Immaculée-Conception datent de 1963.

## Vitraux
- Le vitrail de la Vierge à l’Enfant, à la tribune, est une œuvre du sculpteur Jacques Bony (1918-2003). Il a milité pour la reconnaissance de l’art contemporain dans le domaine religieux et se caractérise par ses réalisations aux frontières de l’abstraction et de la figuration[3].
- Les vitraux latéraux de la chapelle Saint Charles de Foucauld sont réalisés par Jacques Le Chevallier qui a également exécuté des vitraux modernes dans la cathédrale Notre-Dame de Paris.
- Derrière l’autel de la crypte, se situent deux vitraux qui rappellent les hauts immeubles dont l’église est entourée. Ils ont été dessinés par René, dit Claude Gagnard et exécutés par les ateliers Blanchet.

## Icônes
- L’icône de la Cène est réalisée par Christian Decombe, elle reprend également les codes traditionnels des représentations non-réalistes. Cela est particulièrement visible dans les bâtiments, représentés en perspective inversée (c’est le spectateur qui est le point de fuite, l’icône nous regarde et non l’inverse). On remarque les treize convives, Jésus et les douze apôtres. Celui qui se penche est Judas, Jésus est sur la gauche, nimbé de son auréole.
- L’icône de la Vierge à l’Enfant, à gauche du chœur fut réalisée spécialement pour l’Immaculée-Conception par Eva Vlavianos et installée en septembre 2013. Sur fond typiquement doré se détache la Vierge dite « hodigitria », qui montre le chemin ou la voie manifestés par Jésus. Elle est drapée dans un manteau bleu nuit ou pourpre très foncé qui lui couvre les cheveux, caractéristique des femmes mariées, tandis que trois étoiles dorées marquent son front et ses épaules. Elles peuvent symboliser soit sa triple virginité, soit son lien privilégié à la Trinité. Le Christ tient dans sa main gauche un rouleau de parchemin figurant l’Ancien Testament pour rappeler qu’il est Celui qui a été annoncé par les prophètes, tandis que sa main droite fait le geste de la bénédiction.

## Chapelle Saint-Pierre
Située au 59, rue du Point-du-Jour, cette chapelle a été édifiée sur les plans de l’architecte Charles Venner en 1933. Elle dépend de la paroisse de l’Immaculée-Conception. Elle est bâtie en béton armé et est orientée à l’ouest selon un plan longitudinal. Sa nef unique se termine par un chœur à chevet plat. La chapelle est couverte d’un toit terrasse en pente. La façade est composée d’une fine baie horizontale longeant la nef et d’une baie rectangulaire à meneaux dans la largeur du chœur, le tout surmonté d’une croix.

## Pour approfondir